# Biblioteca Nacional Eslovaca
La Biblioteca Nacional Eslovaca (en eslovac: Slovenská národná knižnica) és la biblioteca nacional del país europeu d'Eslovàquia.
La biblioteca és un espai relativament nou, que es va fundar l'any 1941. Es troba a l'Institut de Cultura Eslovac (Matica Slovenská) de la ciutat de Martin.
La biblioteca nacional va tenir en els seus primers dies, molts donants, que constitueixen part dels llibres que es presenten en la col·lecció. No eren només eslovacs, sinó també altres institucions eslaves i altres individus, entre ells el tsar Alexandre II.
A mitjan anys 1970, es va traslladar a un nou edifici, on està ubicada actualment.